# Мікросхеми звукогенераторів
Мікросхеми звукогенераторів — спеціалізовані мікросхеми для генерації звуку. Вони можуть використовуватись для відтворення звукових эфектів і синтезованої музики (див. chiptune) в комп'ютерах, ігрових системах (консолях, автоматах) і побутової техніки. Вони можуть бути повністю цифровими, повністю аналоговими, або змішаного типу. У їх склад можуть входити генератори частоти (зазвичай засновані на поділі вхідної тактової частоти з програмно змінюваним коефіцієнтом поділу), контроллери обвідної, схеми відтворення семплів, фільтри, та підсилювачі сигналу.
Звукогенератори можна поділити на дві основні категорії — безпосередньо синтезуючі звуки, і відтворюючі заздалегідь оцифровані звуки. Перша категорія також може бути розділена за принципом роботи на прості синтезатори частот (побудовані на розподільниках частоти з додатковими компонентами), та синтезатори, які використовують метод частотної модуляції (FM-синтез, заснований на взаємній модуляції декількох генераторів звуку).